# Caleta de Binillautí
Caleta de Binillautí este o arie protejată (arie specială de conservare — SAC, sit de importanță comunitară — SCI) din Spania întinsă pe o suprafață de 158,31 ha, integral marine.

## Localizare
Centrul sitului Caleta de Binillautí este situat la coordonatele 39°55′54″N 4°17′15″E / 39.9316°N 4.2875°E.

## Înființare
Situl Caleta de Binillautí a fost declarat sit de importanță comunitară în aprilie 2004 pentru a proteja 3 specii de animale. Situl a fost protejat și ca arie specială de conservare în august 2021.

## Biodiversitate
Situată în ecoregiunile marină mediteraneană și mediteraneană, aria protejată conține 1 habitat natural: Straturi cu Posidonia (Posidonion oceanicae).
La baza desemnării sitului se află mai multe specii protejate:
- păsări (2): pescăruș albastru (Alcedo atthis), egretă mică (Egretta garzetta)
- mamifere (1): delfin mare (Tursiops truncatus)